# Nicolau Caldés
Fra Nicolau Caldés (Llucmajor, Mallorca, segle XV) fou un escriptor i religiós franciscà mallorquí.
Caldés fou confessor de la reina Maria de Castella, esposa d'Alfons el Magnànim. Es mostrà contrari a la reforma de l'orde franciscà, per la qual cosa es retirà el 1440 amb els pares Catany i Llobet a la cova de s'Aresta, sota el penyal de la Falconera de Gràcia, a Llucmajor. Per encàrrec de la reina Maria escriví el 1446 l'obra Exercici de la Santa Creu.